# Idioscopus virescens
Idioscopus virescens es una especie de insecto del género Idioscopus, familia Cicadellidae. Se ubica en la India. Fue descrito  en 1979 por Chandrasekhara A. Viraktamath.
Es de actividad diurna.